# Campionatul Mondial de Scrimă din 2016
Campionatul Mondial de Scrimă din 2016 s-a desfășurat în perioada 25–27 aprilie în Rio de Janeiro, Brazilia. Faza de calificare au avut loc pe Escola de Educação Física do Exército (EsEFEx Arena) din cartierul Urca, iar finalele s-au ținut pe Arena Carioca (Sala 3) din Parcul Olimpic din Barra. Campionatul a fost organizat pentru probele care nu erau  incluse în programul Jocurilor Olimpice din același an, adică sabie masculin pe echipe și floretă feminin pe echipe.
A fost ultima competiție a italiencei Valentina Vezzali, unul dintre cei mai titrați scrimeri din toate timpuri. S-a retras din activitate competițională la vârsta de 42 de ani.

## Calendar competițional
| Aprilie         | Aprilie         | 25  | 26          | 27          |
| --------------- | --------------- | --- | ----------- | ----------- |
| Sabie masculin  | Sabie masculin  | T32 |             | Fază finală |
| Floretă feminin | Floretă feminin | T32 | Fază finală |             |

## Rezultate

### Masculin
| Probă           | Aur                                                                        | Argint                                                            | Bronz                                                                          |
| Sabie pe echipe | Rusia Dmitri Danilenko Nikolai Kovaliov Kamil Ibraghimov Aleksei Iakimenko | Ungaria Tamás Decsi András Szatmári Nikolász Iliász Áron Szilágyi | România · Alin Badea · Ciprian Gălățanu · Tiberiu Dolniceanu · Iulian Teodosiu |

### Feminin
| Probă             | Aur                                                                          | Argint                                                                    | Bronz                                                           |
| Floretă pe echipe | Rusia Aida Șanaeva Larisa Korobeinikova Adelina Zagedullina Inna Deriglazova | Italia Arianna Errigo Elisa Di Francisca Valentina Vezzali Martina Batini | Franța Pauline Ranvier Astrid Guyart Ysaora Thibus Gaëlle Gebet |

## Clasament pe medalii
| Loc   | Țară    | Aur | Argint | Bronz | Total |
| ----- | ------- | --- | ------ | ----- | ----- |
| 1     | Rusia   | 2   | 0      | 0     | 2     |
| 2     | Ungaria | 0   | 1      | 0     | 1     |
| 2     | Italia  | 0   | 1      | 0     | 1     |
| 4     | Franța  | 0   | 0      | 1     | 1     |
| 4     | România | 0   | 0      | 1     | 1     |
| Total | Total   | 2   | 2      | 2     | 6     |

## Legături externe
- en  Tablouri competiționale Arhivat în 25 aprilie 2016, la Wayback Machine. pe Fencing Worldwide
- Confederația braziliană de scrimă[nefuncțională – arhivă]